# Blaire White
Blaire White est une vidéaste américaine transgenre, née à Chico en Californie le 14 septembre 1993. 
Elle a fréquemment suscité le débat avec ses points de vue sociaux et politiques et ses impressions sur le féminisme contemporain,.
Elle a parfois été vue comme faisant partie de l'alt-right mais a été très critique vis-à-vis du mouvement,.

## Biographie
White a expliqué avoir ressenti la dysphorie de genre dès son plus jeune âge. À l'âge de 20 ans, elle a fait son coming-out transgenre auprès de sa famille et de ses amis et a commencé une thérapie hormonale de féminisation en 2015. White a étudié à  la California State University, à Chico, où elle a étudié l'informatique. Pendant ses études, elle est apparue sur le flux en direct d'un ami et les commentateurs l'ont encouragés à créer sa propre chaîne YouTube.
White habite à Los Angeles, en Californie. Elle décrit ses convictions politiques comme de centre-droit. White a voté pour Donald Trump à l'élection présidentielle de 2016 aux États-Unis mais ne soutient pas certaines de ses politiques. Pour faciliter sa transition, White subit une opération de féminisation faciale et des augmentations mammaires. 
En février 2017, White a été bannie de la plate-forme de réseau social Facebook pendant 30 jours entraînant des protestations de ses soutiens.  Son compte a été rétabli peu de temps après et Facebook a déclaré que le bannissement était une erreur.

### Carrière sur YouTube
Insatisfaite de ses études en informatique en faculté, White commence à poster des vidéos discutant du féminisme sur la plateforme en décembre 2015. Elle a continué à faire des vidéos sur des questions sociales telles que la « politique de genre » américaine entre autres.
White a publié ses débats politiques avec d'autres vidéastes, commentateurs et comédiens. Elle est également apparue à plusieurs reprises dans le débat politique The Rubin Report, abordant des questions telles que la loi sur la sécurité et la confidentialité des installations publiques de la Caroline du Nord, qui impose aux particuliers de n'utiliser que des toilettes et des vestiaires correspondant au sexe indiqué sur leur certificat de naissance ou bien des questions touchant le mouvement Black Lives Matters ou encore l'islam. Elle est également apparue sur Shane and Friends, un podcast vidéo animé par le comédien et star de YouTube Shane Dawson.
En 2017, White a commencé à poster des vidéos au contenu plus intime, notamment sur ses chirurgies plastiques liées à sa transition en tant que femme trans.
Le 11 novembre 2017, White et son petit ami ont filmé une vidéo dans laquelle ils portaient des casquettes arborant le slogan du président républicain Donald Trump « Make America Great Again » (« Rendre sa grandeur à l'Amérique ») au sein d'une manifestation anti-Trump sur Hollywood Boulevard. Dans la vidéo, elle affirme avoir été agressée à deux reprises et avoir également eu un verre vidé sur son visage au cours de cette expérience voulue comme une expérimentation sociale.